# فرانكلين (كونيتيكت)
فرانكلين (بالإنجليزية: Franklin, Connecticut)‏ هي معلم جغرافي تقع في الولايات المتحدة في كونيتيكت. يقدر عدد سكانها بـ 1,922 نسمة ومساحتها 50.8 كم2 وترتفع عن سطح البحر 96 متر.

## أعلام
- لافاييت إس. فوستر